# Bretaigne Windust
Bretaigne Windust, nato Ernest Bretaigne Windust  (Parigi, 20 gennaio 1906 – New York, 18 marzo 1960), è stato un regista e attore francese che lavorò negli Stati Uniti, dapprima a Broadway e, in seguito, a Hollywood.

## Biografia
Bretaigne Windust nacque a Parigi, figlio della cantante americana Elizabeth Amory Day e del violinista inglese Ernest Joseph Windust. La famiglia, fuggita a Londra durante la prima guerra mondiale, vi ritornò dopo la guerra. I genitori divorziarono nel 1920 e Windust con la madre andò a vivere negli Stati Uniti. Il giovane Windust studiò alla Columbia University e a Princeton, dove divenne membro e quindi presidente del Theatre Intime.

### Carriera
Deciso a intraprendere la carriera teatrale, nel 1928 Windust fondò insieme a Charles Leatherbee l'University Players. La compagnia restò attiva per cinque anni e comprendeva giovani attori tra i quali vanno ricordati Joshua Logan, Henry Fonda, James Stewart, Margaret Sullavan, Mildred Natwick, Eleanor Phelps, Barbara O'Neil, Myron McCormick, Kent Smith e Aleta Freel. Più che recitare, Windust faceva il regista. Iniziò a lavorare come assistente del direttore di scena al Theatre Guild a Manhattan. 
Il suo primo più importante lavoro come regista risale al 1932, quando, nel West End, diresse una messa in scena di Strano interludio, dramma di Eugene O'Neill. Ne La bisbetica domata e in Amphitryon 38, ha diretto Alfred Lunt e Lynn Fontanne, una delle coppie più celebri del teatro anglosassone, che diresse anche in Idiot's Delight.
Nel 1947, il regista si trasferì a Hollywood. Tra gli attori che diresse, ci furono Bette Davis, Humphrey Bogart, Zero Mostel, Ginger Rogers, Robert Montgomery. Nell'ultima parte della sua carriera, lavorò per la televisione girando anche il film tv The Pied Piper of Hamelin con Van Johnson e Claude Rains.

### Morte
Windust morì a 54 anni, il 19 marzo 1960, durante un ricovero al New York-Presbyterian Hospital

## Filmografia

### Regista
- L'uomo proibito (Winter Meeting) (1948)
- Vorrei sposare (June Bride) (1948)
- Intermezzo matrimoniale (Perfect Strangers) (1950)
- Pretty Baby (1950)
- La città è salva (The Enforcer) (1951)
- Uomini senza paura (Face to Face) (1952)
- The Pied Piper of Hamelin (1957)

## Spettacoli teatrali
- Idiot's Delight di Robert E. Sherwood (Broadway, 24 marzo 1936)